# コーポレイト・アメリカ
『コーポレイト・アメリカ』（Corporate America）は、2002年に発売されたボストンの5枚目のオリジナルアルバムである。

## 解説
前作『ウォーク・オン』に不参加だったブラッド・デルプが復帰し、前作でリード・ボーカルを担当したフラン・コスモと新加入の女性ボーカリストであるキンバリー・ダーム（Kimberly Dahme）と計3名がリード・ボーカルを分担した。またコスモの息子アンソニー・コスモも参加した。
収録曲10曲のうち、1曲は『ウォーク・オン』収録曲のライブ録音。9曲のオリジナル楽曲のうちトム・ショルツが作詞・作曲した楽曲は共作を含めて5曲と少なく、3曲はアンソニー・コスモ、1曲はダームのオリジナル楽曲である。
50万枚のセールスを記録してゴールド・ディスクに認定された。

## 収録曲
※#2、6、7はアンソニー・コスモ作。#4はダーム作。
1. I Had a Good Time
2. Stare Out Your Window
3. Corporate America
4. With You
5. Someone
6. Turn It Off
7. Cryin'
8. Didn't Mean to Fall in Love
9. You Gave Up on Love
10. Livin' for You （『ウォーク・オン』収録曲のライブ録音版）